# Feliniopsis leucura
Feliniopsis leucura là một loài bướm đêm trong họ Noctuidae.